# Blasieholmen

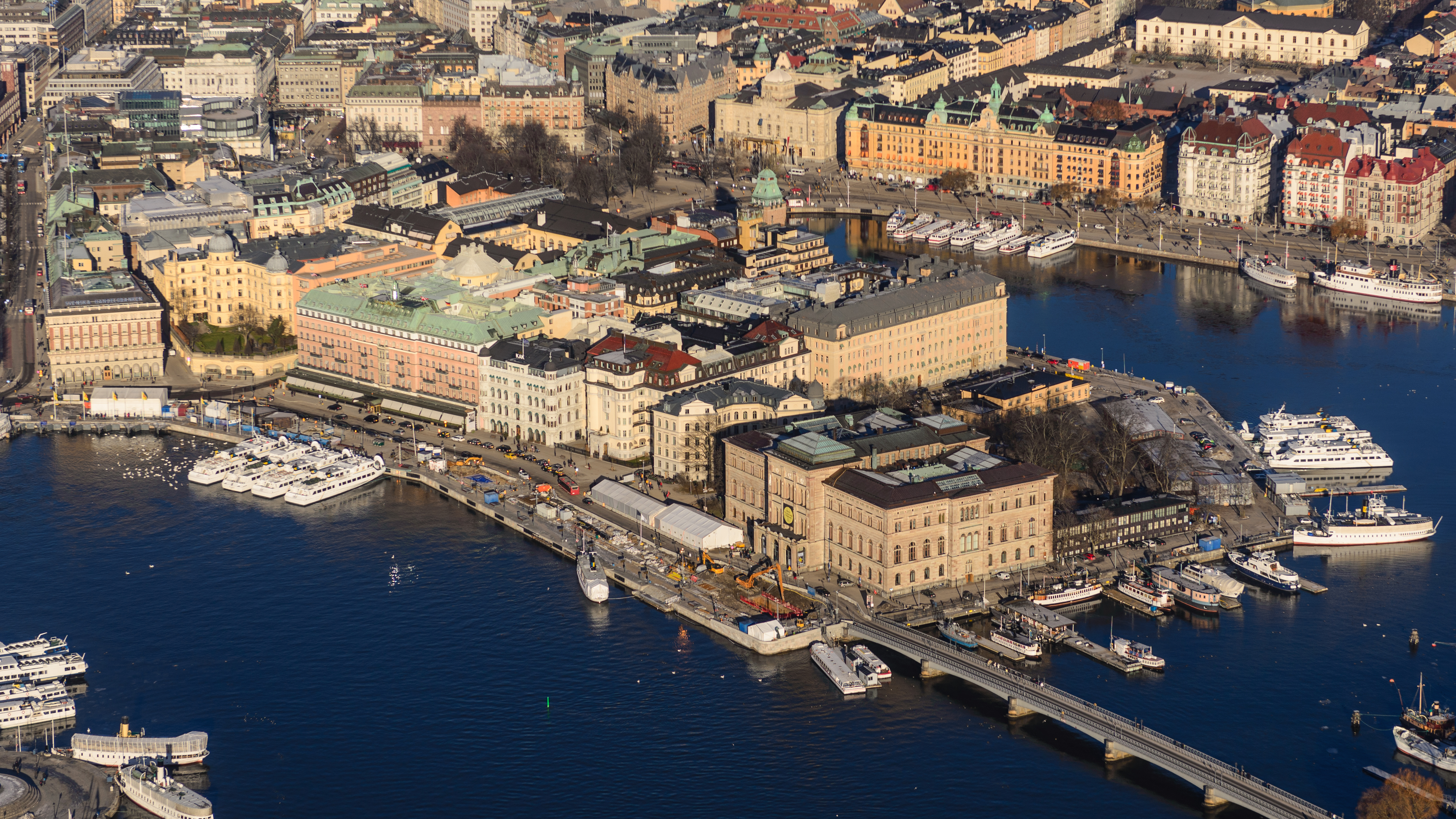
Blasieholmen, februari 2013

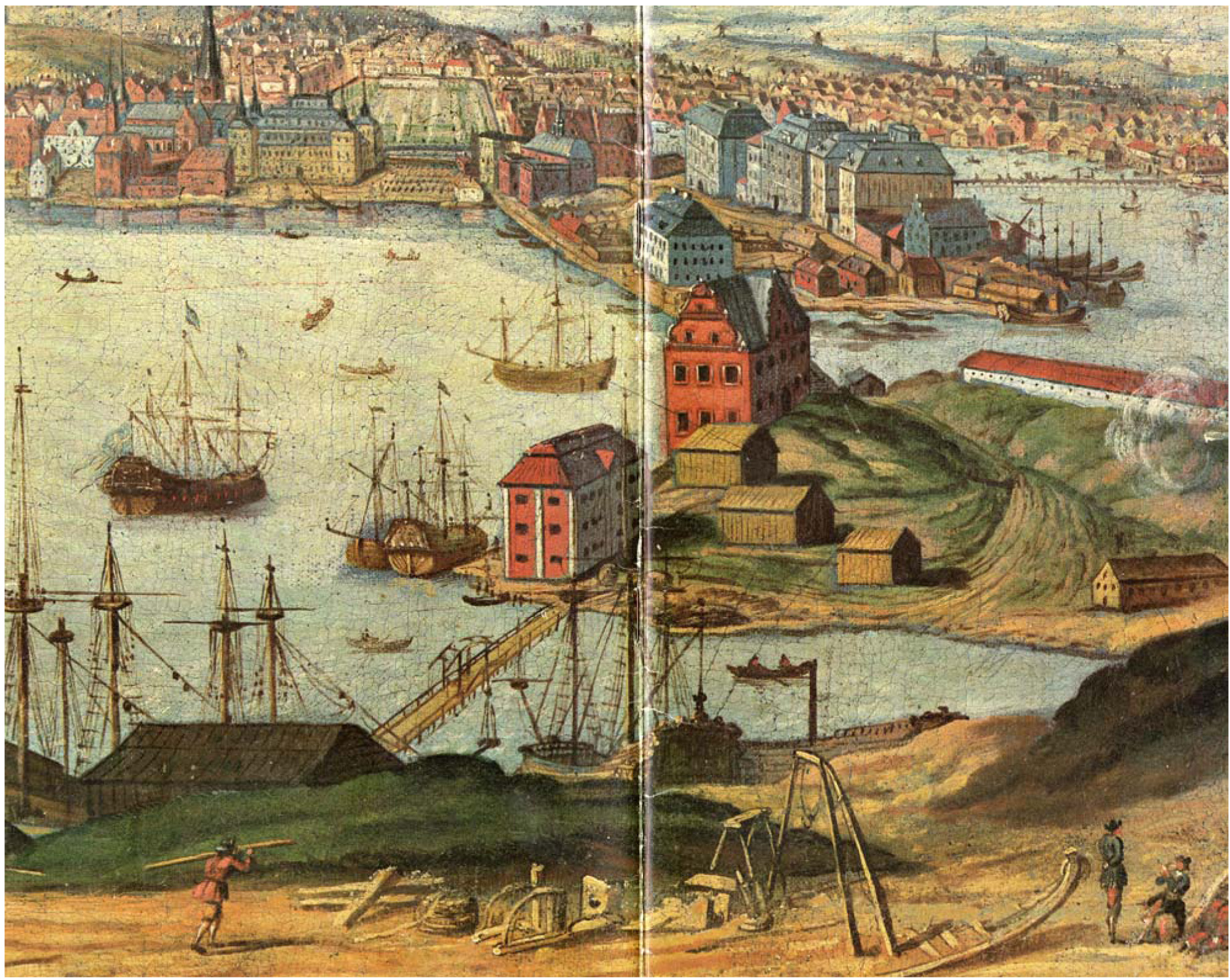
Skeppsholmen och Blasieholmen sedda från Kastellholmen år 1700, sextio år efter Stockholms skeppsgårds flytt från Blasieholmen och tjugo år efter flytten från Skeppsholmen

Blasieholmen, tidigare Skepparholmen, är en halvö på Norrmalm i Stockholms innerstad, väster om Nybroviken och öster om Strömmen och Gamla stan och sträcker sig söderut till Skeppsholmsbron. Blasieholmen var fram till början av 1700-talet en ö och skildes från Norrmalm av vattendraget Näckström.
På Blasieholmen återfinns bland annat Nationalmuseum, Grand Hôtel och Strand Hotel, Svenska Frimurare Orden, Wallmans salonger samt Dahlgrens och Wedholms restauranger.
Basområdet Blasieholmen hade år 2005 endast elva boende men 5385 arbetande.

## Avgränsning
Blasieholmen saknar formell avgränsning men gränsar till vatten i tre väderstreck: Saltsjön och dess vikar Ladugårdslandsviken och Nybroviken. En vanlig avgränsning mot Stockholms city i nordväst är sträckningen Grevgränd / Arsenalsgatan / Nybrokajen. En annan möjlig något snävare avgränsning är Stallgatan. Sydost om Blasieholmen ligger Skeppsholmen som nås via Skeppsholmsbron och vidare till Kastellholmen.

## Historik och etymologi

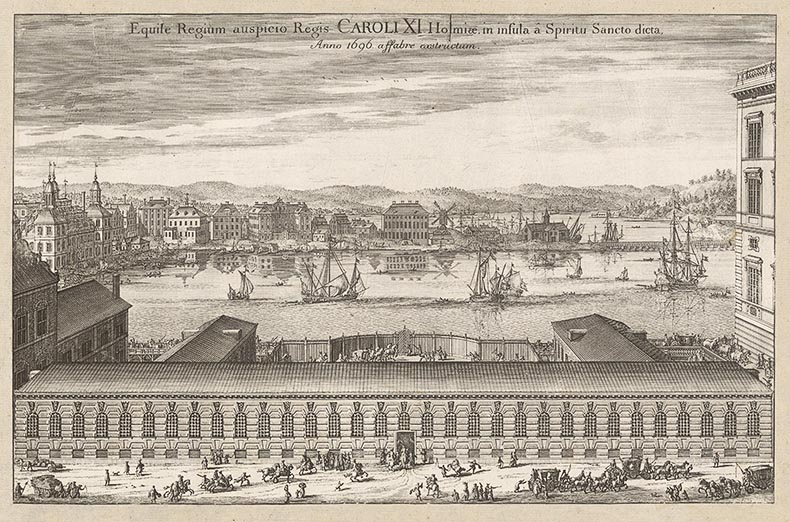
Blasieholmen och Kyrkholmen från Helgeandsholmen 1696. Från vänster märks bland annat Wachtmeisterska palatset, Bååtska palatset, de la Gardieska huset, Holmkvarnen och Holmkyrkan.

Det äldsta kända namnet på denna lilla holme är Käpplingen och namnet förekommer i den medeltida, möjligen osanna, berättelsen om de så kallade Käpplingemorden, om hur ett antal stockholmsborgare togs tillfånga av tyskar och brändes inne i ett hus. Detta skulle ha inträffat 1389 eller 1392.
Vid mitten av 1500-talet bytte holmen namn. Orsaken var att Stockholms skeppsgård, som tidigare legat vid slottet Tre Kronor, på 1550-talet flyttades över till denna holme som därmed kom att kallas Skeppsholmen och stundom endast Holmen. Skeppsgården låg på den nordöstra sidan mot Nybroviken. På 1640-talet flyttades varvet till nuvarande Skeppsholmen, som därmed också fick överta namnet. På Blasieholmens äldsta kända karta från 1650-talet visas en ny tomtindelning efter att skeppsgården hade lämnat holmen. Kartan är med all sannolikhet upprättad av stadsingenjören Anders Torstensson. Den tidigare Skeppsholmen omtalades framgent som Gamble Skepzsholmen. Hur gammalt namnet Blasieholmen är, är ovisst.
De två namnen Gamla Skeppsholmen (Gamble Skepzholmen) och Blasieholmen levde vid sidan av varandra fram till 1670-talet, då det senare namnet tog över. Det är inte helt klarlagt vem denne Blasius var som gav namn åt holmen. Två namn har cirkulerat i historien; (1) Stadskrivaren (stadssekreteraren) Blasius Olsson Rask som verkade i Stockholm 1544–1567, som även var skeppsredare och (2) Blasius Dundej, med de olika stavningarna på efternamnet: Dunday, Dondy, Dundej, Dundee eller Dundie, en framgångsrik affärsman av skotsk härstamning, som på 1590-talet ägde många fastigheter i Stockholm och som en tid kallades Johan III:s köpman.
Den del av nuvarande Blasieholmen där Nationalmuseum ligger var tidigare en kringfluten holme vars äldsta kända namn var Myntholmen. År 1634 färdigställdes en kyrka där för amiralitetets räkning. Holmen kom därefter att kallas Kyrkholmen. Kyrkan brann år 1822. I samband med uppförandet av Nationalmuseum (invigt år 1866), utfylldes den smala kanalen som skilde Kyrkholmen från Blasieholmen. Åren 1865–1867 uppfördes Blasieholmskyrkan, vilken revs 1964.
Den nordöstra delen av Blasieholmen användes tidigt som ett område för mottagning och upplag av fisk, kallat Sillhofvet. Beslutet att reservera området för hanteringen av fisk togs av stadsledningen 1789 och upphävdes först 1871. Kvarteret har fortfarande kvar benämningen med den moderniserade stavningen Sillhovet.

## Blasieholmen på äldre kartor

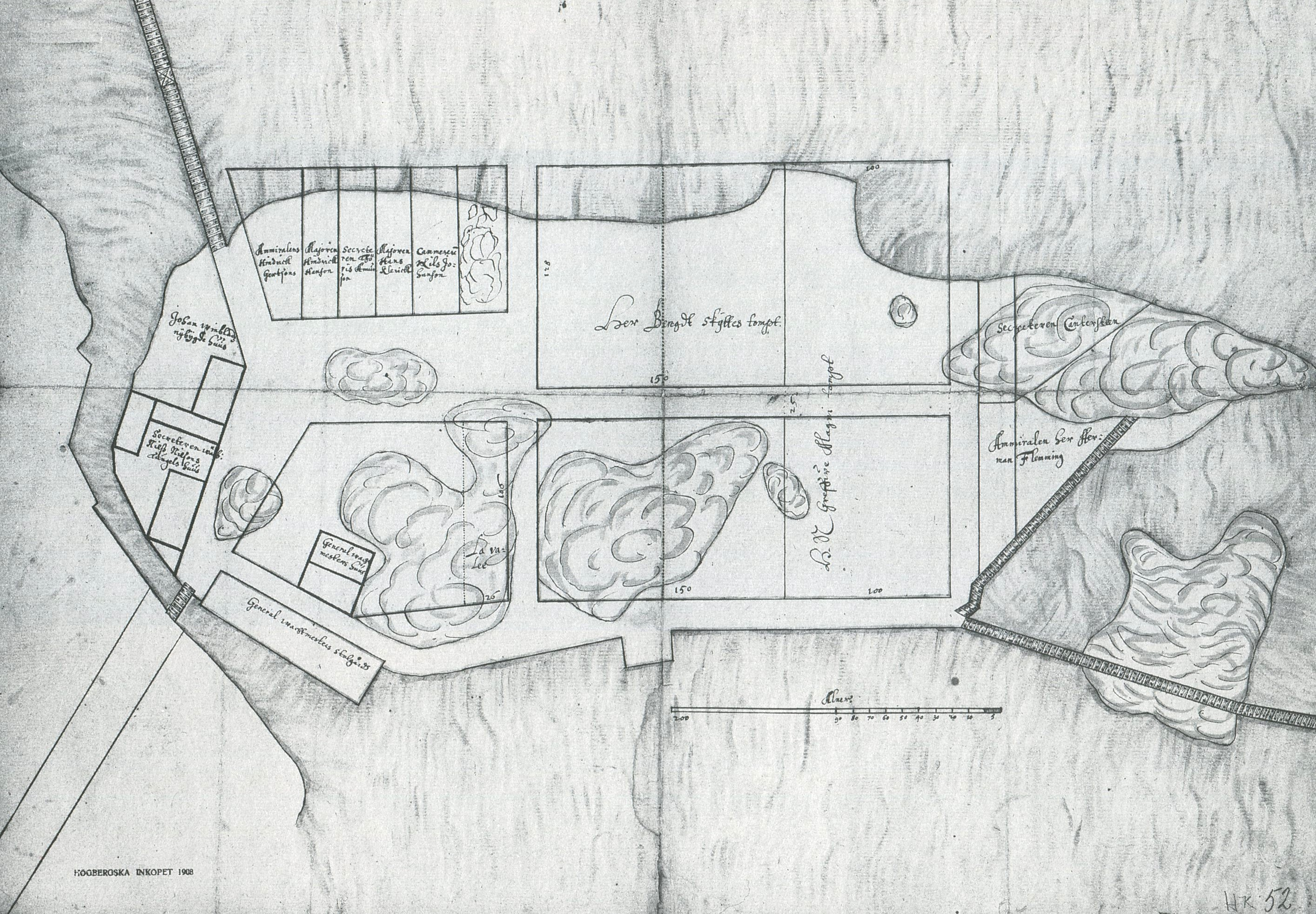
Blasieholmens äldsta karta, omkring 1650, tio år efter flytten av Stockholms skeppsgård till Skeppsholmen. Väster om holmen flyter Näckströmmen. Kartan är troligen upprättad av Anders Torstensson. .
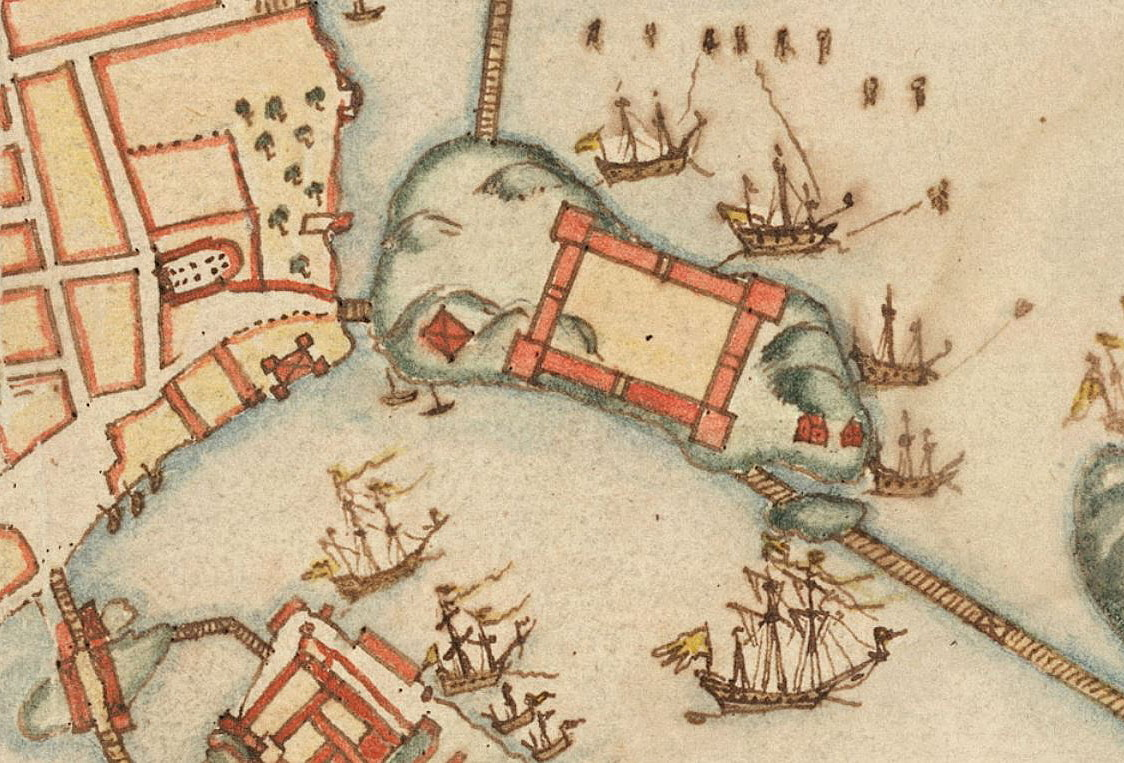
Blasieholmen på en stockholmskarta från 1642.
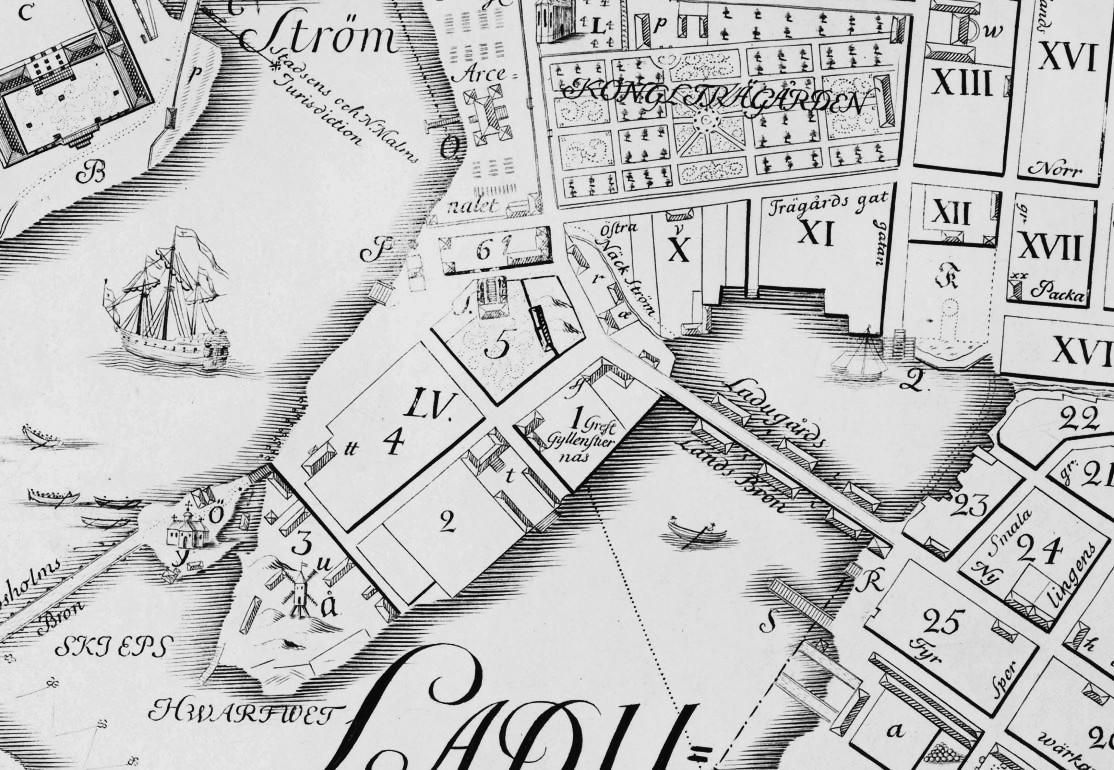
Blasieholmen på Petrus Tillaeus karta från 1733 (norr är till höger).

## Nuvarande byggnader
- Bolinderska palatset
- Burmanska huset
- Bååtska palatset
- Douglaska palatset
- Drottning Victorias Örlogshem
- Fersenska palatset
- Hellstrandska huset
- Käpplingeholmen 3
- Nybrokajen 11
- Grand Hôtel
- Hotel Strand
- Utrikesministerhotellet
- Nationalmuseum
- Sällskapet
- Tullhuset

### Tidigare byggnader
- Blasieholmskyrkan
- Holmkvarnen
- Holmkyrkan
- Höganäsmagasinet
- Forbus palats / de la Gardieska huset / Norska Ministerhotellet
- Svenska teatern

## Bildgalleri

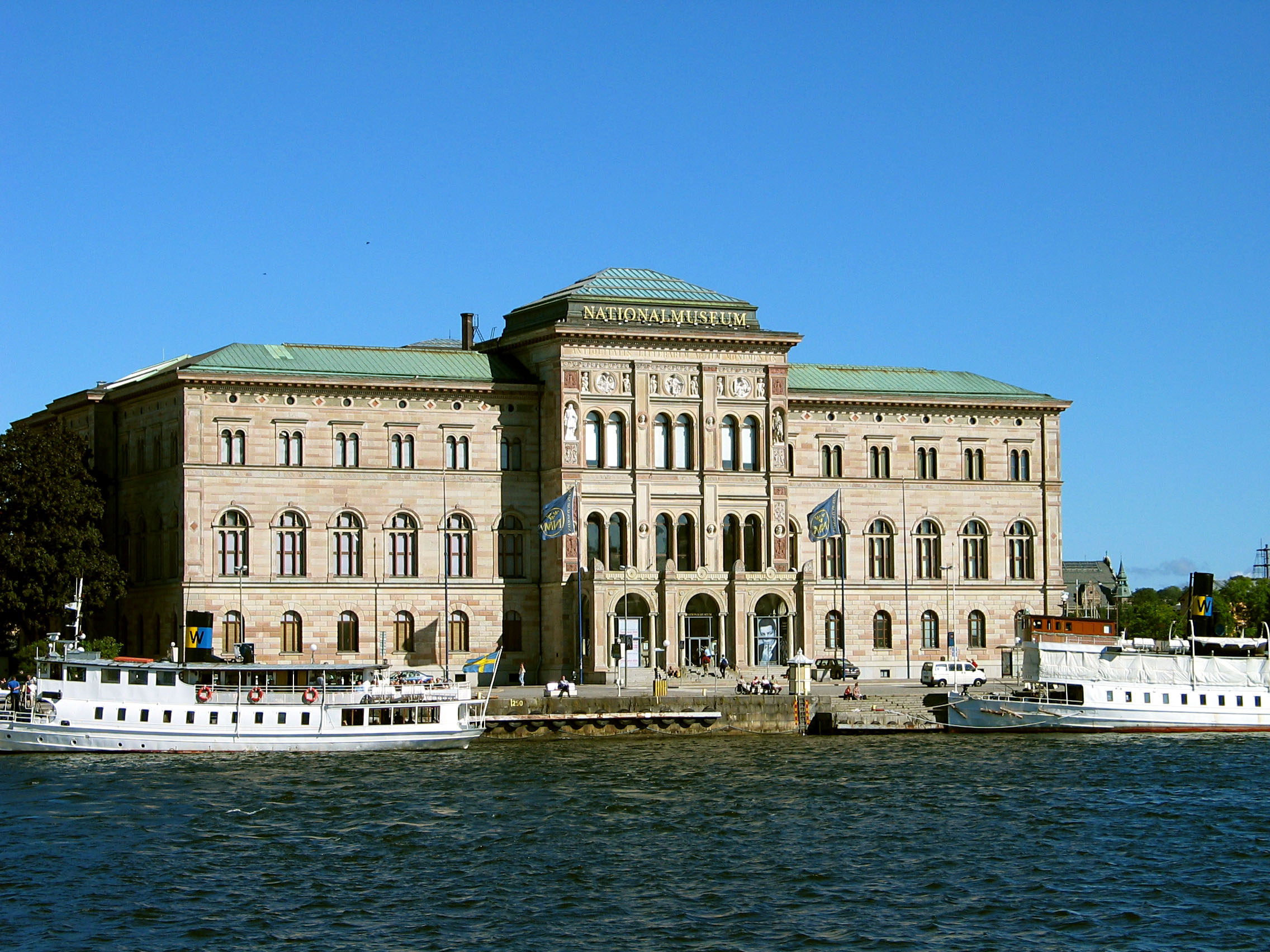
Nationalmuseum.
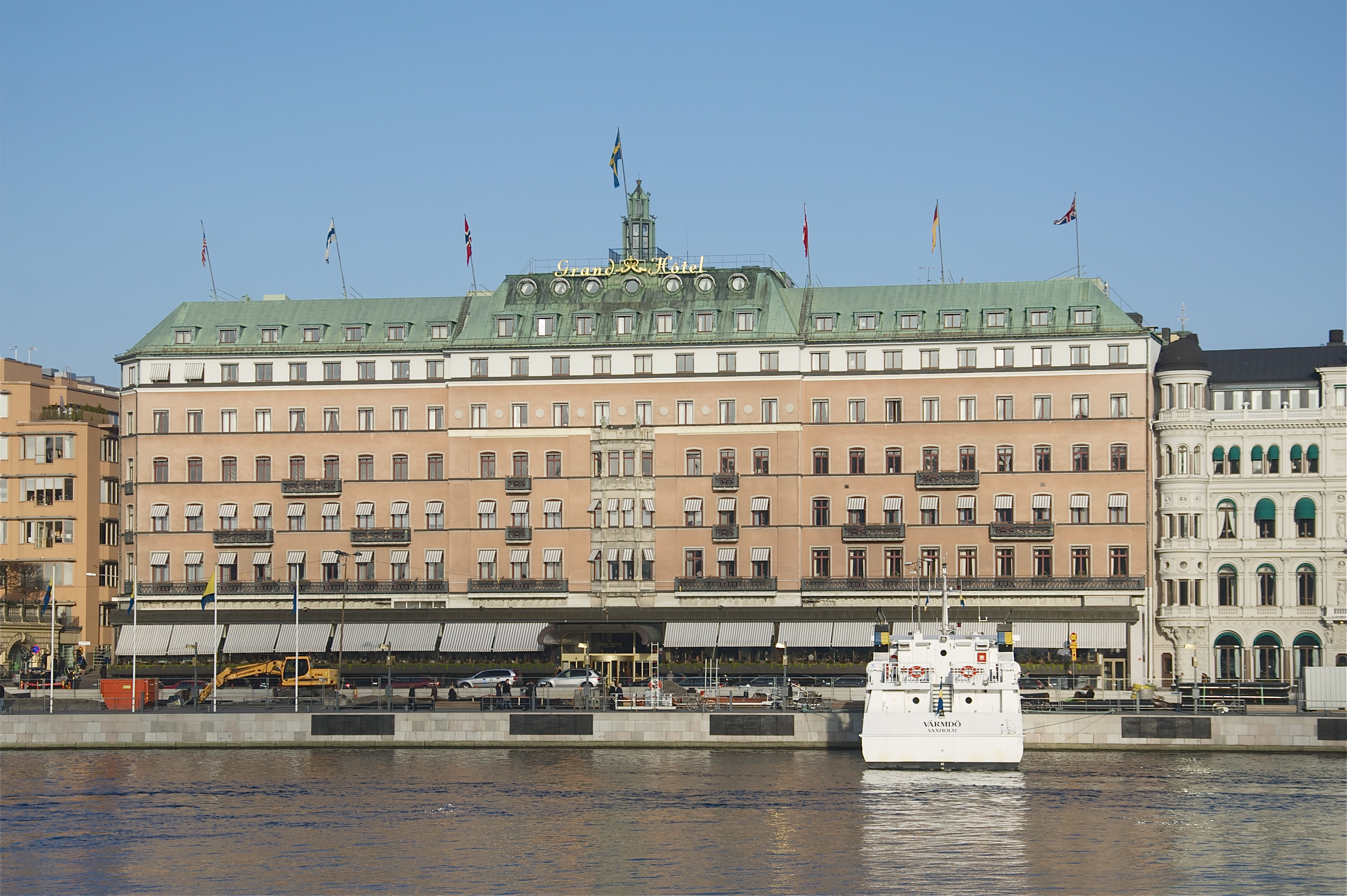
Grand Hôtel.
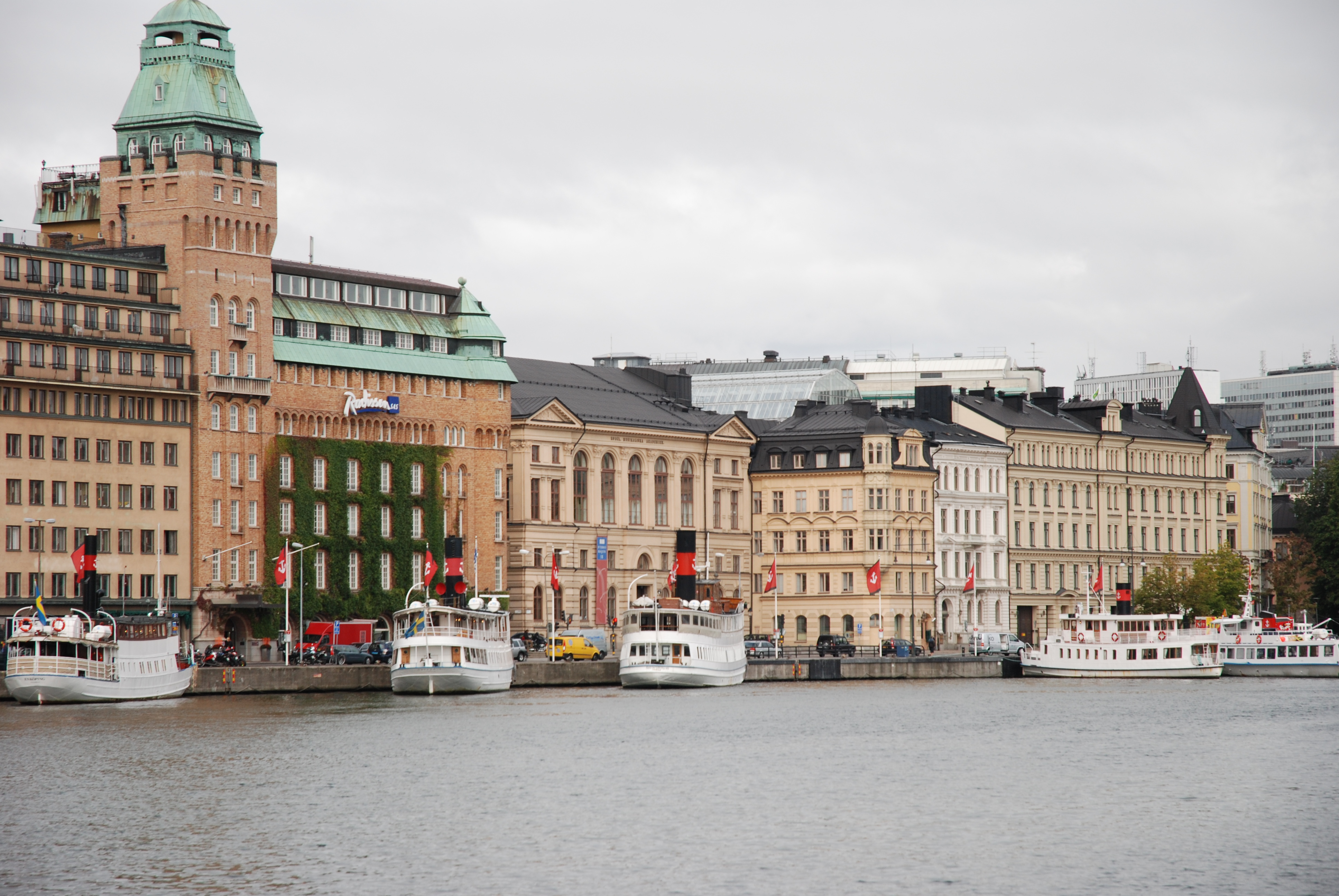
Nybrokajen och Hotel Strand (till vänster).
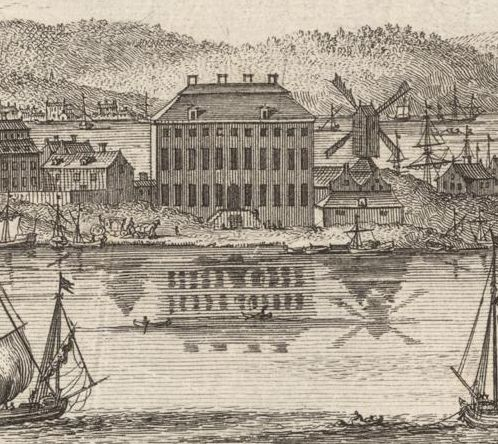
de la Gardieska huset och Holmkvarnen, 1698
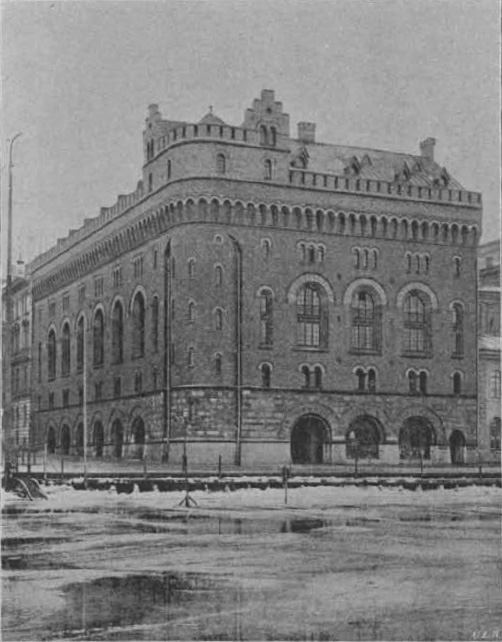
Höganäsmagasinet, 1800-tal
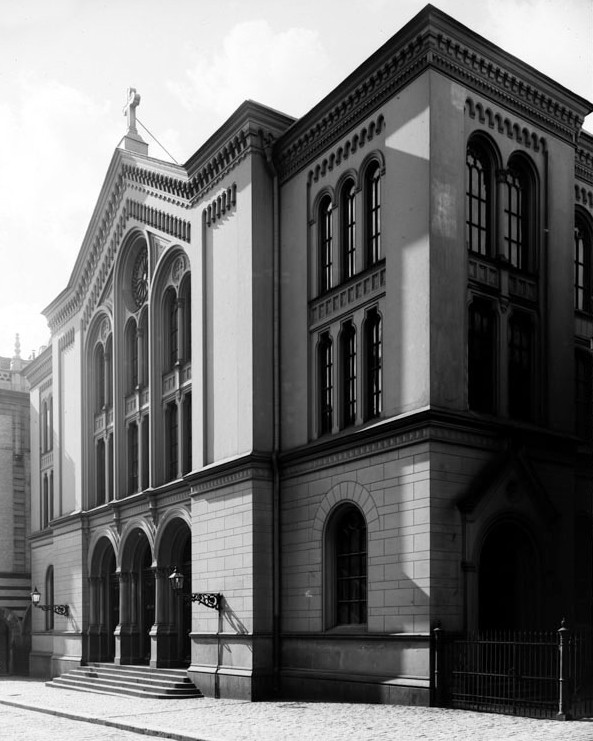
Blasieholmskyrkan, före 1920
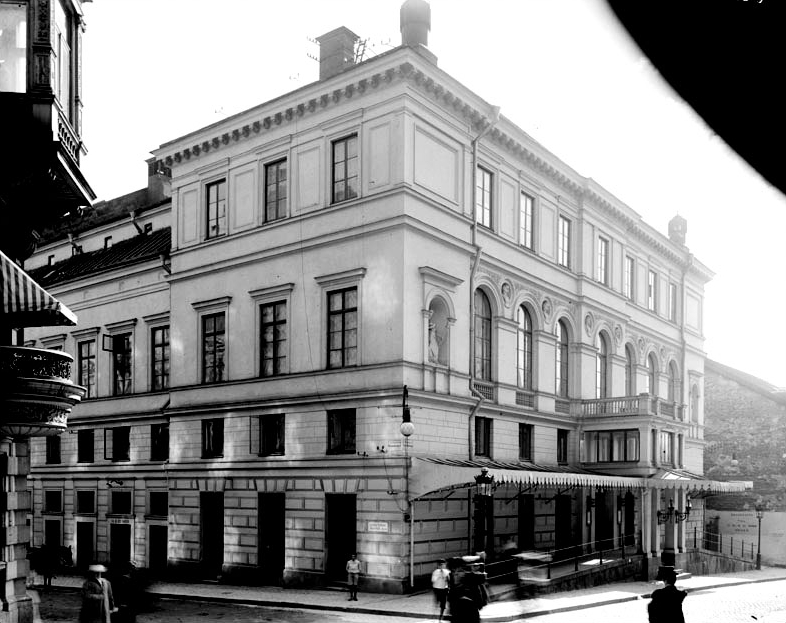
Svenska teatern, före 1925

## Gator, broar och torg
(Årtal i parentes anger när nuvarande namn gavs)
- Arsenalsgatan (1857); går från Kungsträdgårdsgatan till Nybrokajen.
- Blasieholmstorg central belägen plats mellan Arsenalsgatan och Stallgatan.
- Blasieholmsgatan (1806); går från Hovslagargatan till Stallgatan.
- Grevgränd (1806); går från Arsenalsgatan till Södra Blasieholmshamnen.
- Hovslagargatan (1806); går från Nybrokajen till Södra Blasieholmshamnen.
- Museikajen (1963); går från Södra Blasieholmshamnen till Nybrokajen.
- Museiparken (1925); parken ligger norr om (bakom) Nationalmuseum.
- Nybrokajen (1933); går från Raoul Wallenbergs torg till Museikajen, kallades tidigare Norra Blasieholmshamnen.
- Skeppsholmsbron; går mellan Blasieholmen och Skeppsholmen.
- Stallgatan (1806); går från Södra Blasieholmshamnen till Nybrokajen.
- Södra Blasieholmshamnen (1876); går från Strömgatan till Skeppsholmsbron och Museikajen; kallas även Strömkajen.
- Teatergatan; går från Nybrokajen till Blasieholmsgatan.
- Våghusgränd; går längs Museiparkens södra sida till Hovslagargatan.

| Bilden till vänster är en vy från Gustav III:s staty på Skeppsbron. Bilden till höger är en vy från Strandvägen, april 2009. |  | Bilden till vänster är en vy från Gustav III:s staty på Skeppsbron. Bilden till höger är en vy från Strandvägen, april 2009. |
| Bilden till vänster är en vy från Gustav III:s staty på Skeppsbron. Bilden till höger är en vy från Strandvägen, april 2009. |  | |